# Ginástica de trampolim nos Jogos Pan-Americanos de 2019 - Feminino
A competição do trampolim feminino foi um dos eventos da ginástica de trampolim nos Jogos Pan-Americanos de 2019. Foi disputada no Polideportivo Villa El Salvador nos dias 4 e 5 de agosto. 

## Calendário
Horário local (UTC-5).
| Data        | Horário | Fase         |
| ----------- | ------- | ------------ |
| 4 de agosto | 12:39   | Qualificação |
| 5 de agosto | 17:40   | Final        |

## Medalhistas
| Ouro   | CAN Samantha Smith     |
| Prata  | USA Nicole Ahsinger    |
| Bronze | MEX Dafne Navarro Loza |

## Resultados

### Qualificação
| Pos. | Ginasta                | Rotina 1    | Rotina 2    | Penalidade | Total   | Notas |
| ---- | ---------------------- | ----------- | ----------- | ---------- | ------- | ----- |
| 1    | CAN Sarah Milette      | 47.865 (1)  | 52.145 (2)  |            | 100.010 | Q     |
| 2    | BRA Camilla Gomes      | 47.320 (2)  | 52.055 (3)  |            | 99.375  | Q     |
| 3    | MEX Dafne Navarro Loza | 46.750 (5)  | 52.190 (1)  |            | 98.940  | Q     |
| 4    | CAN Samantha Smith     | 47.110 (4)  | 51.795 (4)  |            | 98.905  | Q     |
| 5    | USA Jessica Stevens    | 47.200 (3)  | 51.550 (5)  |            | 98.750  | Q     |
| 6    | USA Nicole Ahsinger    | 45.740 (7)  | 51.260 (6)  |            | 97.000  | Q     |
| 7    | COL Katish Hernandez   | 44.555 (9)  | 50.955 (7)  |            | 95.510  | Q     |
| 8    | ARG Lucila Maldonado   | 45.500 (8)  | 48.610 (8)  |            | 94.110  | Q     |
| 9    | VEN Alida Rojo         | 42.050 (10) | 46.370 (9)  |            | 88.420  | R     |
| 10   | ARG Mara Colombo       | 41.090 (11) | 38.865 (10) |            | 79.955  | R     |
| 11   | BRA Alice Gomes        | 46.245 (6)  | 6.075 (12)  |            | 52.320  |       |
| 12   | DOM Maryann Gomez      | 39.965 (12) | 8.520 (11)  |            | 48.485  |       |

### Final
| Pos.              | Ginasta                | Dificuldade | Execução | Voo   | Tempo  | Penalidade | Total  |
| ----------------- | ---------------------- | ----------- | -------- | ----- | ------ | ---------- | ------ |
| Medalha de ouro   | CAN Samantha Smith     | 14.000      | 15.000   | 9.600 | 15.135 |            | 53.735 |
| Medalha de prata  | USA Nicole Ahsinger    | 13.400      | 14.800   | 9.200 | 14.640 |            | 52.540 |
| Medalha de bronze | MEX Dafne Navarro Loza | 13.400      | 14.900   | 9.500 | 14.710 |            | 52.510 |
| 4                 | USA Jessica Stevens    | 13.600      | 14.300   | 9.300 | 14.920 |            | 52.120 |
| 5                 | CAN Sarah Milette      | 13.200      | 14.700   | 8.700 | 14.915 |            | 51.515 |
| 6                 | COL Katish Hernandez   | 12.600      | 14.700   | 9.000 | 14.420 |            | 50.720 |
| 7                 | ARG Lucila Maldonado   | 11.900      | 14.200   | 9.300 | 13.950 |            | 49.350 |
| 8                 | BRA Camilla Gomes      | 3.400       | 3.000    | 1.800 | 3.290  |            | 11.490 |